# Benzofenon

Struktura benzofenonu

Benzofenon neboli difenylketon je organická sloučenina se vzorcem (C6H5)2CO, zkracovaným též jako Ph2CO. Široce se používá jako stavební blok v organické chemii, zejména jako prekurzor pro diarylketony.

## Použití

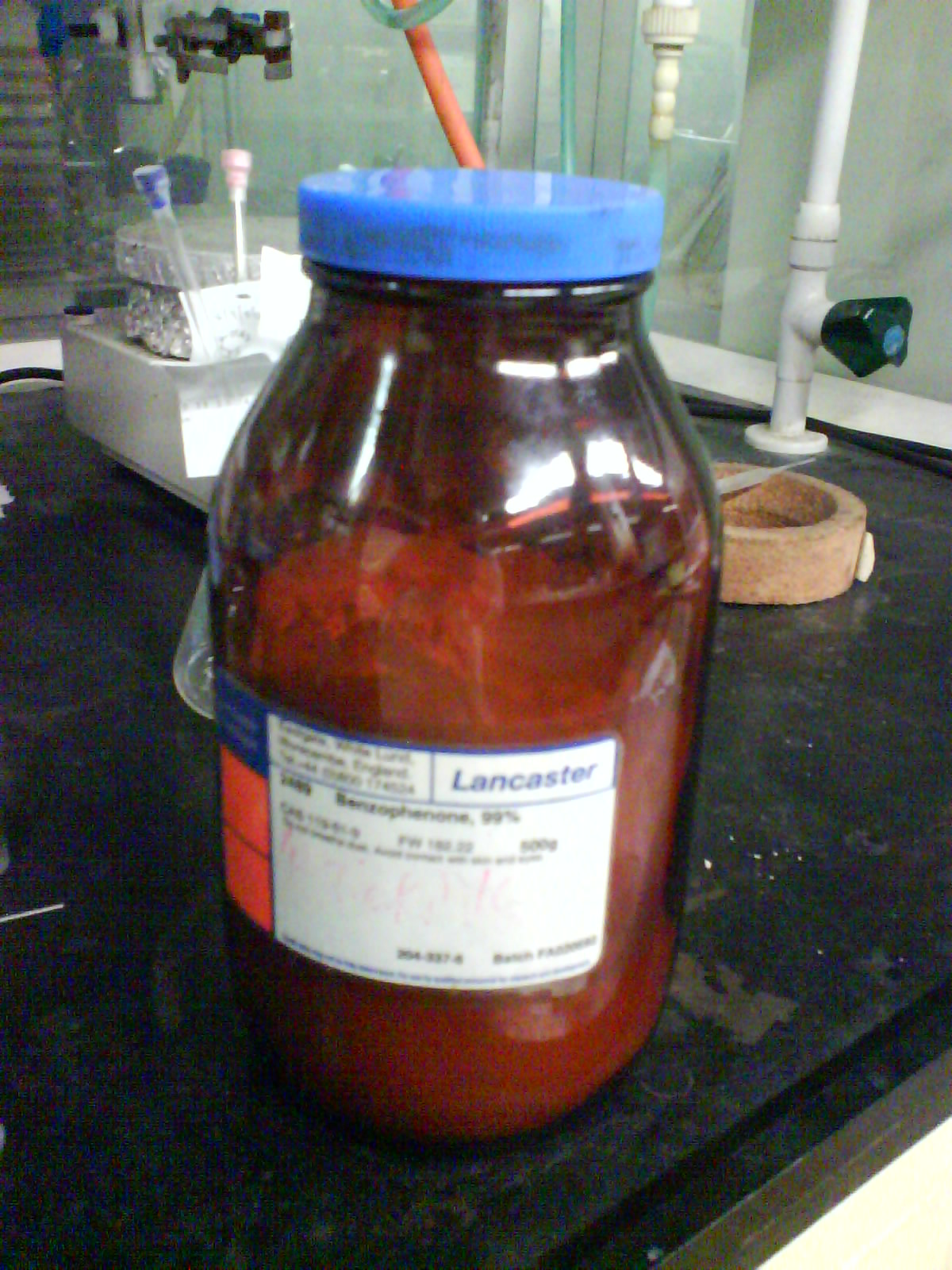
Láhev s benzofenonem

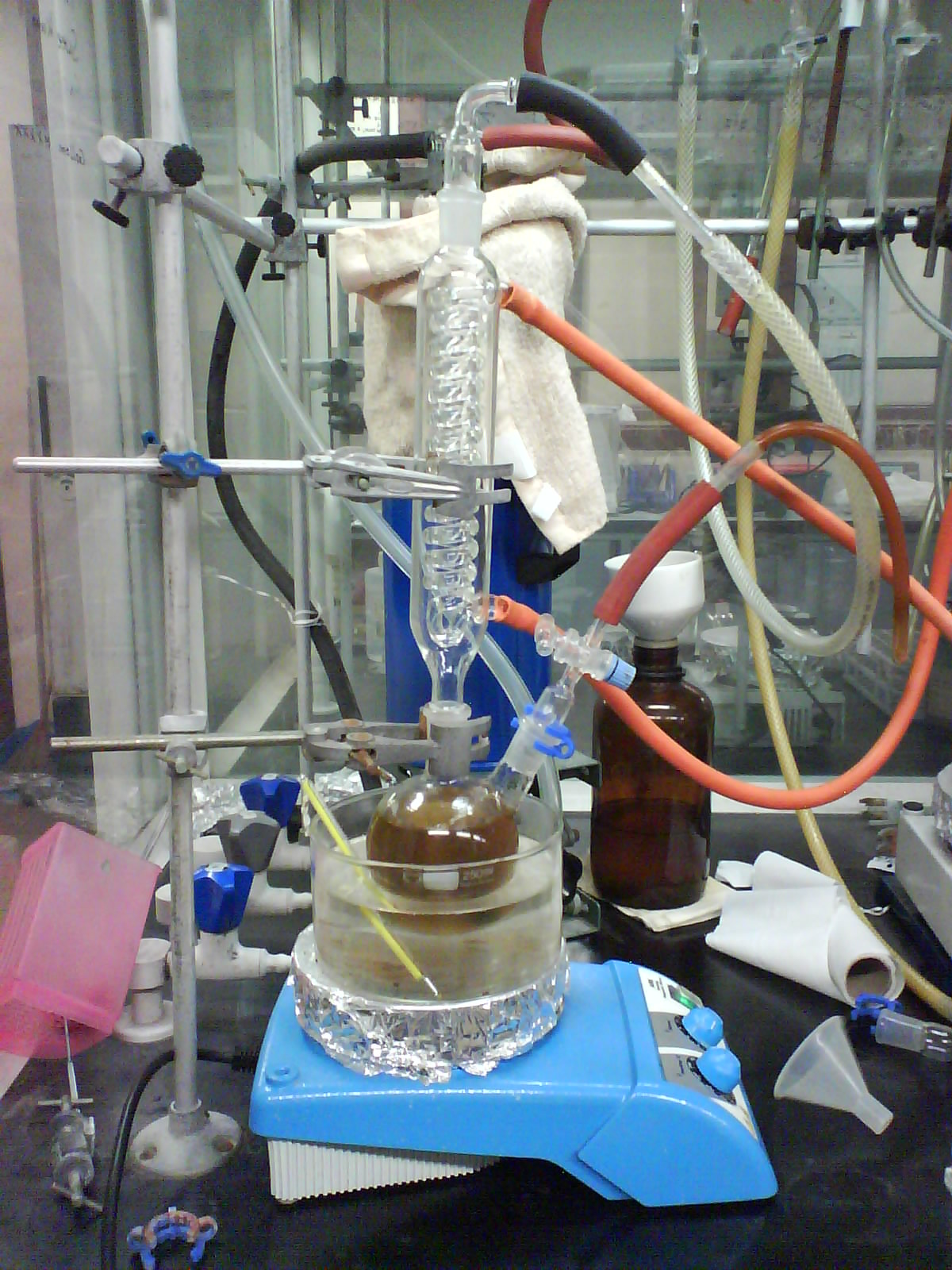
Toluen je veden přes sodík a benzofenon, aby se odstranila voda a kyslík

Benzofenon lze použít jako fotoiniciátor ve směsích vytvrzovaných ultrafialovým zářením, například v inkoustech a nátěrech v tiskařském průmyslu. Benzofenon chrání vůně a barvy před působením ultrafialového záření na výrobky jako parfémy nebo mýdla. Pro ochranu před ultrafialovým zářením ho lze také přidávat do plastových obalů. To umožňuje bez problémů používat průhledné obaly i v případech, kdy by bylo jinak nutné použít neprůhledný či tmavý obal.
Patří také mezi UV filtry používané v opalovacích krémech.

## Syntéza
Benzofenon lze připravovat reakcí benzenu s tetrachlormethanem s následnou hydrolýzou vznikajícího difenyldichlormethanu, nebo Friedelovou-Craftsovou acylací benzenu benzoylchloridem za přítomnosti Lewisovy kyseliny (např. chloridu hlinitého) jako katalyzátoru. Průmyslově se používá vzdušná oxidace difenylmethanu katalyzovaná mědí.

## Toxicita

### Rakovinotvornost
Mezinárodní agentura pro výzkum rakoviny klasifikovala benzofenon jako možný karcinogen pro člověka a zařadila ho do skupiny 2B.

### Hormonální působení
Benzofenon je endokrinní disruptor schopný navázání na pregnanový X receptor (PXR).